# Tzendales
Tzendales es una antigua ciudad de la civilización maya en ruinas ubicada en la profundidad tropical de la Selva Lacandona del estado de Chiapas en México cerca del río Tzendales, la cual luego de ser redescubierta a inicios del siglo XX se perdió su ubicación exacta y se le considera como una ciudad perdida. Del sitio arqueológico se conoce la descripción y existencia de grandes estructuras y edificios, monumentos y de una estela de piedra denominada como la "estela de Tzendales".
La ciudad maya de Tzendales fue documentada por primera vez en 1905 por el arqueólogo estadounidense Alfred Tozzer durante una expedición de estudio en las comunidades lacandonas del interior de la Selva Lacandona de Chiapas describiéndola como una ciudad extensa con grandes estructuras y edificios con cresterías, de acuerdo a su propio mapa realizado en un reporte de viaje, el sitio se ubica en algún punto cercano del rio Tzendales en una zona recóndita de difícil acceso debido a la alta densidad de la selva y la espesa vegetación lo que ha impedido su exploración. En la actualidad se desconoce tanto su ubicación exacta como el estado en el que se encuentran sus estructuras y monumentos, aunque, según reportó Alfred Tozzer, en su visita encontró incensarios lacandones ceremoniales en las estructuras lo que muestra que el sitio ya era visitado por el pueblo lacandón desde antes de su llegada.

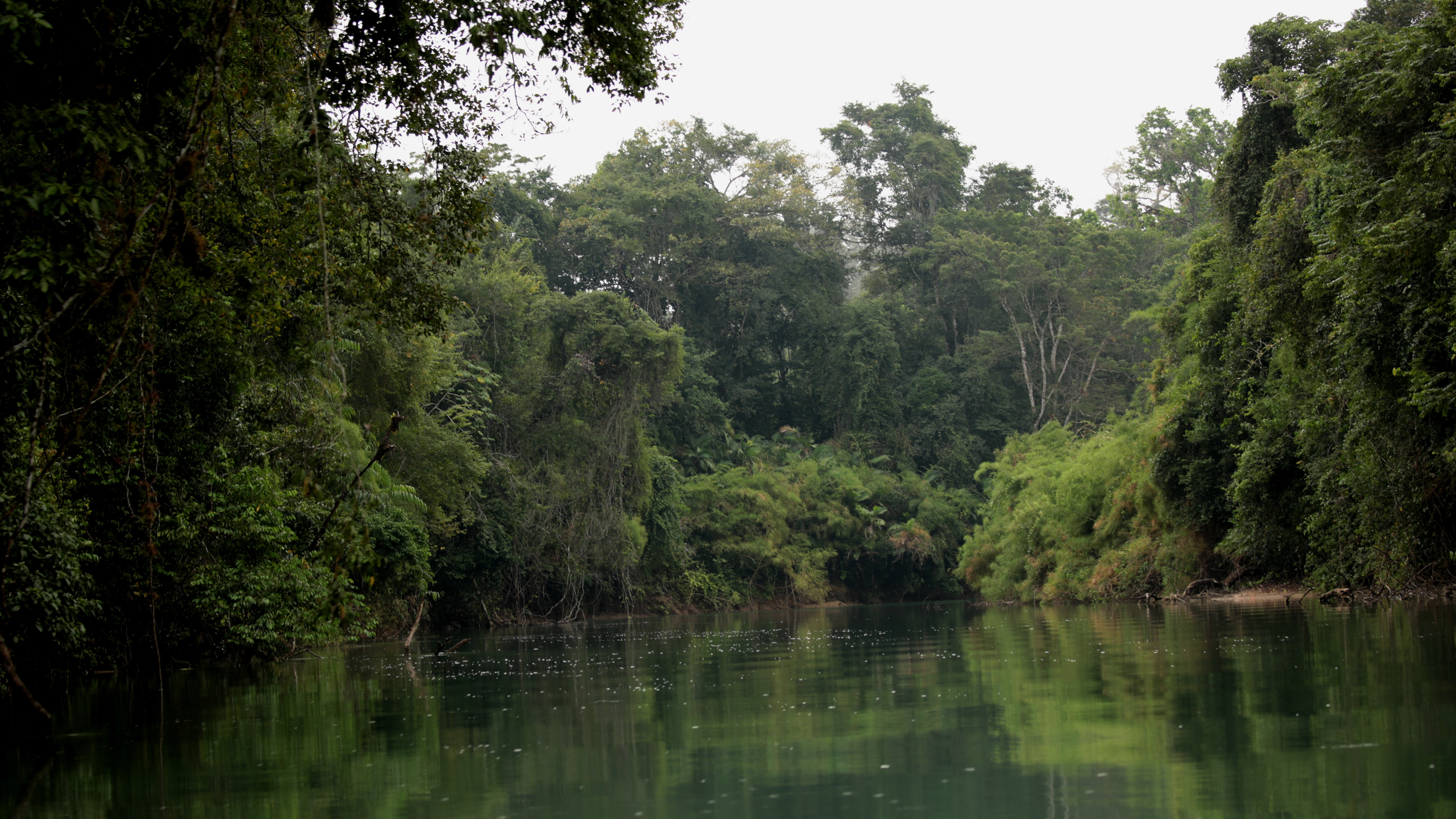
Río Tzendales en la Selva Lacandona, Chiapas.

## Estela de Tzendales
Alfred Tozzer encontró dentro de una cámara abovedada una estela de piedra con inscripciones jeroglíficas de estilo clásico y la imagen de un gobernante maya finamente ataviado de la que hizo bocetos en sus notas de campo que después fueron usadas de referencia en 1913 por el antropólogo Herbert Spinden para ilustrar la estela y estudiarla. La estela registra que en la noche del 11 de abril del año 691 d. C. o por su fecha en cuenta larga de 09.12.19.01.01 7 imix 13 sip se realizó la ceremonia funeraria de un gobernante de Tzendales llamado K’ahk’ Witz’ K’awiil dentro de su tumba que de acuerdo a la estela era llamada Yej Te’ Naah (casa de la lanza afilada), la ceremonia se trata de un ritual de fuego del periodo clásico maya (ochi k’ahk’ tu mukil) que era realizado por un gobernante en turno luego de la muerte de su antecesor separando su osamenta y entrando con fuego al interior de su tumba. La inscripción jeroglífica lo narra como: "Entró el fuego a Yej Te' Naah, la tumba en Ju’n Tz’i’nal, del Gobernante del 1 K’atun, K’ahk’ Witz’ K’awiil, el gobernante de... (glifo ininteligible que sería el topónimo original de Tzendales)".